# Swift-Hohenbergvergelijking
De Swift-Hohenbergvergelijking is een niet-lineaire partiële differentiaalvergelijking met als algemene vorm
{\displaystyle {\frac {\partial u}{\partial t}}=-(\nabla ^{2}+1)^{2}u+\varepsilon u+N(u)}
Hierin is {\displaystyle u(x,t)} of {\displaystyle u(x,t,t)} een reële functie van plaats en tijd, {\displaystyle \nabla ^{2}} de laplace-operator,
{\displaystyle \varepsilon } een reële bifurcatieparameter en {\displaystyle N(u)} een niet-lineaire functie van {\displaystyle u}. De "kanonieke" Swift-Hohenbergvergelijking heeft {\displaystyle N(u)=-u^{3}}, en is genoemd naar Jack Swift en Pierre Hohenberg, die deze vergelijking in 1977 voorstelden.

## Oorsprong

Schematische weergave van convectiecellen, zoals die voorkomen in Rayleigh-Bénardconvectie

De vergelijking is een beschrijving voor veel zogeheten patroonvormende systemen, fysische of chemische systemen waarin een homogene toestand "spontaan" overgaat in een toestand met een duidelijk patroon, waarbij het patroon een gevolg is van
zelforganisatie en niet van buitenaf is opgelegd. Een bekend voorbeeld, waarvoor de Swift-Hohenbergvergelijking met {\displaystyle N(u)=-u^{3}} een benadering is, is de Rayleigh-Bénardconvectie: een stilstaande vloeistof die in een afgesloten vat van onder wordt verhit, gaat convectie vertonen als het temperatuurverschil tussen boven- en onderkant van het vat voldoende groot is. Als het vat relatief plat is, zal die in de vorm van duidelijke convectierollen gebeuren. De Swift-Hohenbergvergelijking geeft een benaderde beschrijving van dit proces.

## Triviale oplossing en lineaire stabiliteit
Het is duidelijk dat {\displaystyle u(x,t)=0} (we beschouwen nu het (1+1)-dimensionale geval) altijd een oplossing van deze vergelijking is. Een belangrijke vraag is dan of deze oplossing stabiel is. Met "stabiel" wordt hier de zogeheten lineaire stabiliteit bedoeld: als het systeem in deze toestand is, wat gebeurt er dan wanneer een infinitesimaal kleine verstoring wordt aangebracht? Als alle mogelijke verstoringen steeds kleiner worden, is het systeem lineair stabiel; als er verstoringen zijn die (aanvankelijk) groeien, is het systeem lineair instabiel. Het blijkt dat voor {\displaystyle \varepsilon <0} het systeem lineair stabiel is. Voor {\displaystyle \varepsilon >0} is het systeem instabiel: wanneer men een willekeurig kleine verstoring van de vorm {\displaystyle u(x,0)=A\sin x} neemt, blijkt deze te groeien. In het Rayleigh-Bénardsysteem wordt deze parameter {\displaystyle \varepsilon } bepaald door een balans tussen de viscositeit van de vloeistof, die de stroming "tegenwerkt", en het lichter zijn van de warmere vloeistof, waardoor deze van onder naar boven "wil" stromen.

## Bifurcatie-analyse
In geval van lineaire instabiliteit van een evenwicht, treedt doorgaans een bifurcatie op: op dit
punt verschijnen nieuwe evenwicht, dat wil zeggen, nieuwe stationaire oplossingen van de vergelijking. In dit geval blijken deze oplossingen te bestaan voor {\displaystyle \varepsilon >0}, bij benadering sinusoïde te zijn en stabiel te zijn. In wezen zijn er oneindig veel van deze oplossingen: er is een familie van oplossingen 
{\displaystyle A\sin kx} voor golfgetal {\displaystyle k\in [1-\varepsilon ,1+\varepsilon ]}
waarbij de amplitudo {\displaystyle A} afhangt van {\displaystyle \varepsilon } en {\displaystyle k}. Als we ons beperken tot de oplossing met {\displaystyle k=1}, die het eerst verschijnt zodra {\displaystyle \varepsilon >0}, kunnen we deze bifurcatie beschouwen als een superkritische hooivorkbifurcatie.
Voor twee ruimtelijke dimensies kan men de oplossingen schrijven als {\displaystyle A\sin \mathbf {k} \cdot \mathbf {x} }, waarbij {\displaystyle \mathbf {k} =(k_{x},k_{y})} de golfvector is, en {\displaystyle \mathbf {x} =(x,y)}.

## Patronen

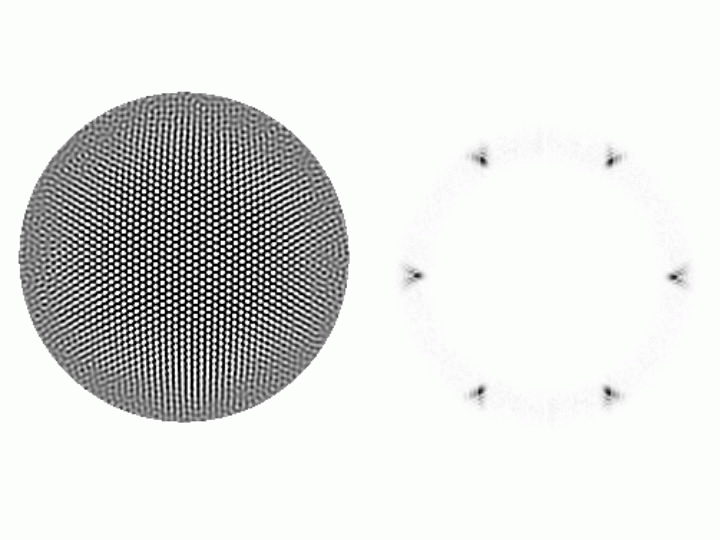
Zeshoekig patroon voor Rayleigh-Bénardconvectie (rechts de Fouriergetransformeerde van het patroon).

De sinusoïde oplossingen die hierboven worden beschreven, komen overeen met rollen in de vloeistof, en hun gedrag nabij de overgang of bifurcatie is goed begrepen. Voor bepaalde waarden van {\displaystyle \epsilon } en {\displaystyle k} kunnen deze rollen zelf weer instabiel worden. Men spreekt dan van secundaire instabiliteiten. In de "gewone" Swift-Hohenbergvergelijking in één dimensie gebeurt dit via de zogeheten Eckhausinstabiliteit.
Een rijkere dynamica verkrijgt men door te kijken naar tweedimensionale systemen of door andere termen toe te voegen aan de niet-lineariteit. Met een kleine kwadratische term erbij, zodat {\displaystyle N(u)=bu^{2}-u^{3}}, verkrijgt men in twee dimensies bijvoorbeeld zeshoekige patronen. Wanneer men {\displaystyle N(u)=u\,\partial u/\partial x} neemt, heeft men voor {\displaystyle \varepsilon =1} in wezen de Kuramoto-Sivashinskyvergelijking, die chaotisch gedrag kan vertonen.

## Amplitudevergelijkingen

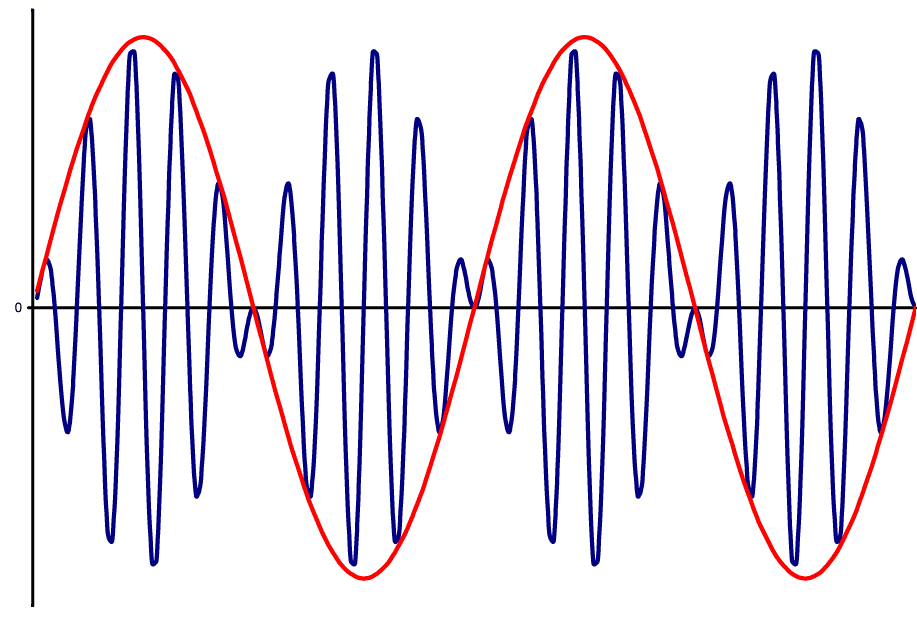
Modulatie van een sinusoïde: we kunnen deze functie beschrijven als het product van een golf met korte golflengte en een amplitude die op langere lengteschalen en tijdsschalen varieert

Veel van het gedrag van deze vergelijking voor kleine positieve {\displaystyle \epsilon } kan goed worden beschreven door
de oplossingen te beschouwen als gemoduleerde sinusoïden: we beschrijven de oplossingen als het product van een golf met korte golflengte en een amplitude die op langere lengteschaal en langzame tijdsschaal varieert. Vervolgens leiden we een vergelijking af die deze amplitude beschrijft in plaats van het oorspronkelijke systeem. Met een dergelijke amplitudevergelijking kan men relatief eenvoudig veel van de fenomenologie van de vergelijking rond het bifurcatiepunt beschrijven. De Swift-Hohenbergvergelijking kan haast als een paradigma worden beschouwd voor de toepassing van amplitudevergelijkingen.